# Unduloribates undulatus
Unduloribates undulatus – gatunek roztocza z kohorty mechowców i rodziny Unduloribatidae.
Gatunek ten został opisany w 1914 roku przez Antonia Berlesego jako Sphaerozetes (Tectoribates) undulatus.
Mechowiec ten ma ciemnobrązowe ciało osiągające długość od 583 do 671 μm. Pokryty jest cerotegumentem z małymi granulkami tworzącymi wzór ciemnych plam. Lamelle ma długie i szerokie, a szczeciny interlamellarne kolczaste. Jego sensillus jest długi, piłkowany i zakończony buławką. Trójkątne pteromorfy są nieruchome. Szczeciny notogastralne długie i spiczaste, obecne w liczbie 10 par. Lenticulus wąski.
Gatunek znany z Europy Środkowej i Himalajów.